# Dicopomorpha echmepterygis
Dicopomorpha echmepterygis是已知最小的昆虫，是Mymaridae家族中的一种寄生蜂，表现出强烈的兩性異形。雄性盲目、无翅，体长只有雌性的40%。雄性体长平均为186微米（测量的8个标本的体长从139到240微米不等），是所有已知昆虫中体长最小的（比单细胞生物草履虫和变形体的某些物种小）。测量的雌性体长为550微米。这种擬寄生物的卵和幼虫比成虫小得多。